# Sistema Regional de Segurança
O Sistema Regional de Segurança (SRS, RSS em inglês) é um acordo internacional para a defesa da região oriental das Caraíbas, criado como resposta às ameaças de segurança que afetavam a estabilidade da região em finais da década de 1970 e início da década de 1980. O SRS está baseado em Barbados, no Paragon Center, chefiado por muitos chefes do exército regional. Serve como sistema de defesa do mar das Caraíbas, para condução de operações de deteção e combate ao tráfico de droga através do Atlântico e intra-caribenho, para proteção da soberania dos países membros, fornecendo assistência aos países caribenhos a pedido dos governos e geralmente são os primeiros a responder nas emergências decorrentes de desastres naturais como furações, cheias e sismos.

## Membros
Lista de membros e tropas que tais países disponibilizaram para o sistema, vale perceber que maioria são países sem forças armadas, logo, disponibilizando suas forças policiais, que contém unidades paramilitares e guardas costeiras.
| Membro                   | Entrada | Tropas Disponibilizadas                                                                 |
| ------------------------ | ------- | --------------------------------------------------------------------------------------- |
| Antígua e Barbuda        | 1982    | Real Força de Defesa de Antígua e Barbuda e Real Força Policial de Antígua e Barbuda    |
| Barbados                 | 1982    | Força de Defesa de Barbados e Real Força Policial de Barbados                           |
| Dominica                 | 1982    | Força Policial da Comunidade da Dominica                                                |
| Granada                  | 1985    | Real Força Policial de Granada                                                          |
| São Cristóvão e Neves    | 1983    | Força de Defesa de São Cristóvão e Neves e Real Força Policial de São Cristóvão e Neves |
| São Vicente e Granadinas | 1982    | Real Força Policial de São Vicente e Granadinas                                         |
| Santa Lúcia              | 1982    | Real Força Policial de Santa Lúcia                                                      |

## Histórico
Em outubro de 1982, quatro membros da Organização de Estados do Caribe Oriental (Antígua e Barbuda, Dominica, Santa Lúcia e São Vicente e Granadinas) assinaram um Memorando de Entendimento (MOU) com Barbados para proporcionar "assistência mútua em caso de necessidade". Os signatários concordaram em preparar planos de contingência e ajudar uns aos outros, a pedido, em emergências nacionais, prevenção do contrabando, busca e salvamento, controle de imigração, proteção da pesca, controle alfandegário e de impostos especiais de consumo, funções de policiamento marítimo, proteção de instalações off-shore, controle de poluição, desastres nacionais e outras ameaças à segurança nacional destes.
São Cristóvão e Neves aderiu ao acordo pouco depois da sua independência em 1983 e Granada dois anos depois, após a Operação Fúria Urgente. O memorando foi atualizado em 1992 e o SRS adquiriu estatuto legal em março de 1996, em virtude do tratado assinado em Saint Georges. A partir de 2001, o SRS cooperou ainda mais com a Força-Tarefa Regional sobre Crime e Segurança da CARICOM (CRTFCS).
Em junho de 2010, as autoridades regionais dos Estados Unidos e do Caribe retomaram um plano de cooperação estreita estabelecido na antiga Parceria para a Prosperidade e Segurança no Caribe (PPS) da era Clinton. Como parte do acordo conjunto, os Estados Unidos prometeram assistência para a criação de uma unidade da Guarda Costeira do Caribe Oriental entre os países do RSS. A unidade da Guarda Costeira dos Estados Unidos apoiará a Iniciativa de Segurança da Bacia dos Estados Unidos-Caribe (CBSI), que considerou o SRS como "fundamental para o sucesso da CBSI, dado seu alcance em todo o Caribe Oriental." Posteriormente, o Canadá também se comprometeu a colaborar com o bloco SRS para combater a ameaça de expansão das gangues criminosas da América Central para a região caribenha de língua inglesa.

## Estrutura
Segundo o tratado assinado e pelo site oficial o SRS é composto por:
Diretoria
- Diretoria Executiva
  - Diretoria de Treinamento
  - Diretoria de Recuperação de Ativos
  - Diretoria de Operações e Planos
  - Diretoria de Planos, Policiamento e Gestão de Risco

Unidades operacionais
- Instituto de Treinamento (Fundado em 2011)
- Componente Aéreo (Fundado em 1999)
- Unidade Marítima
- Unidade de recuperação de ativos (fundada em 2015)
  - Combate o crime organizado aplicando as jurisprudências para recuperação das receitas do crimes e contra lavagem de dinheiro.

## Hierarquia Militar
A hierarquia do Sistema Regional de Seguraça aparentemente não é aplicada, porém, é descrita em sua carta de fundação uma organização hierárquica que será aqui apresentada com base no Artigo 15:
| Insígnia | Escritório Central de Ligação         | Guarda Costeira                                             | Unidade de Serviços Especiais                    |
| -------- | ------------------------------------- | ----------------------------------------------------------- | ------------------------------------------------ |
|          | Diretor Sênior                        |                                                             |                                                  |
|          | Diretor da Equipe                     | Comandante da Guarda Costeira                               | Comandante de Companhia (Militar ou Policial)    |
|          | Diretor Assistente                    | Comandante de Navio                                         | Subcomandante de Companhia (Militar ou Policial) |
|          |                                       | Oficial de Navegação                                        | Comandante de Pelotão/Tropa                      |
|          | Sargento-mor da equipe de treinamento | Suboficial Mestre / Sargento-mor da base da Guarda Costeira | Sargento-mor da Companhia (Militar ou Policial)  |
|          | Sargento                              | Suboficial Chefe                                            | Sargento Mestre de Quartel (Militar ou Policial) |
|          | Sargento da equipe de treinamento     | Suboficial                                                  | Sargento de Tropa (Militar ou Policial)          |
|          |                                       | Marinheiro Líder                                            | Comandante de Seção (Militar ou Policial)        |
|          |                                       | Marinheiro Apto                                             | Subcomandante de Seção (Militar ou Policial)     |